# スパイダーマンJ
『スパイダーマンJ』（スパイダーマンジェイ）は、『コミックボンボン』において2004年9月号から2005年11月号まで連載された山中あきらの漫画。
『スパイダーマン』を基にしており、映画版とのクロスオーバー展開もある。
様々な派生作品のスパイダーマンが集結する「スパイダーバース」に、本作のJが登場している。なお、本作の世界は「アース-7041」と設定されている。

## あらすじ
西暦200X年、東京、そこには人の力を超えた悪がうごめいていた。そしてまた、それらの悪と戦う正義の超常の少年スパイダーマンJがいた。世界を支配しようとするB・ロードの野望を阻止するため、スパイダーマンJは今日も戦う。

## 登場キャラクター

### レギュラー・準レギュラー
天野翔（あまの かける） / カケル / スパイダーマンJ
蜘蛛の超常能力を持つ少年。小学4年生。自分の正体を知った人が被害に遭わないように普段は正体を隠して生活している。事件解決及び、敵を倒した時の決め台詞は「こんぷりぃ!」。カレーには納豆をかける。
両手首の付け根から出される蜘蛛の糸・ウェブを武器に多彩な攻撃を得意とし、スパイダーセンスという少し先の未来や怪人が悪事を働くところを感じることができる一種の予知能力を持っている。しかし、カナヅチで泳ぐのは苦手（浮き具を完全装備しても溺れるほど）。
猫のレオ・鳥のパル・犬のドンを飼っている（合わせると『東映版スパイダーマン』に登場する巨大ロボット「レオパルドン」となる）。
2014年から2015年にかけてマーベルコミックスで展開された『スパイダーバース』にて、平行世界に存在するスパイダーマンの一人として登場（新聞漫画版のスパイダーマンと同様に、元がモノクロコミックゆえに色がついておらず、スクリーントーン処理された風貌である）。登場と同時に「KON NICHI WA!」と言ったり、レオパルドンを失った山城拓也（『東映版スパイダーマン』の主人公）を励ましたりしている（彼らの会話は日本語でなされている設定で、セリフは英訳された状態）。
十条 真（じゅうじょう まこと） / マコト
人が傷つくのを見るのが大嫌いで、人を護るために刑事になった青年。貧乏でおっちょこちょいだが正義感が強い。ゴキブ・リーダーを追っていた事件でスパイダーマンJの正体を知り、親友でもあるが子供でありながら一人で怪人に立ち向かう危険を説教している。
イニシャルはM・Jで、本家スパイダーマンであるピーター・パーカーの妻メリージェーンのそれと同じくする。
天野 麻美（あまの まみ）
洋裁屋を営むカケルの叔母（カケルの母親の妹）。糸目。両親がアメリカで働いているカケルにとっては母親代わり。
かなりのんびりしていて、マコトを見ても小学5、6年生としか思わない。また、作るカレーは死ぬほど辛い。しかし、カケルのことを誰より大事に思っていて、「お母さんは子供のためなら無敵になれる」を信条にしている。
メグミ
カケルの同級生。面倒見がいい性格（悪く言えばおせっかい）。
最初はスパイダーマンJのことを信じておらず、ダサくて変な奴だと言っていたが、学校で助けられて価値観が変わった。
デンスケ
カケルの同級生。糸目。気が優しくて力持ち。熱狂的なスパイダーマン・ファン。
Pさん（ピーさん）
アメリカの研究所でカケルの両親と一緒に働いている人物。スパイダーマンの特殊能力になぜか妙に詳しい。
斑猫（ハンミョウ）
昆虫標本専門の怪盗。自分の周囲10センチの空間を巻き込んで移動する瞬間移動（テレポート）の超常力を持つ。移動の際に、その空間の境目にあるものはどんなに硬いものでもたちどころに切断されてしまう。
その正体は世界的に人気な天才少年マジシャンの狼・桜蘭（ファン・ロウラン）。カケルとは違い、劇団員たちは皆正体を知っている。
ウォン・ルー
ロウラン一座の一員であり、彼の腰元のような老人。B・ロードや超常怪人のことになぜか詳しい。

### ゲストキャラクター
ブレイド
ヴァンパイアハンター。
自らもヴァンパイアの血を半分引いているため、ヴァンパイアの凶悪さを誰よりもよく知っている。武器は柄と刃が細いワイヤーで繋がれた剣と手裏剣。
エレクトラ
日本の博物館にある秘伝の巻物を奪取しようとアメリカから来日した女忍者。
スパイダーセンスより強力な｢キマグレ｣という超感覚を持つ。二本の剣が武器。カケルのスパイダーセンスと自分のキマグレが混ざり合ったとき、Jの正体を知った。
ファンタスティック・フォー
Dr・ドゥームの実験に巻き込まれて超能力を得た四人組のヒーローチーム。逃亡したドゥームを追って来日した。能力は同じだが、ベンを除いて、皆少年少女にアレンジされている。
ジョニー・ストーム / ヒューマン・トーチ（人間たいまつ）
アメリカで自分が捕まったために仲間に迷惑をかけたことを償おうと一人でドゥームと戦おうとした途中で、夜の見回りをしていたJと出会い、ベンの足止めを頼んでドゥームを探しに行くが捕まってしまう。
最年少のために子供っぽいところがあるが、それを言うとムキになって怒る。
ベン・グリム / ザ・シング（岩石）
一人飛び出したジョニーを追いかけていたが、Jに足止めされ、アメリカでの経緯を話す。
口は悪いが根は優しく、仲間思い。
因みに原作では指は4本だが、この漫画では5本である。
リード・リチャーズ / ミスター・ファンタスティック
ユニットのリーダー。本人曰く「伸縮自在の少年科学者」。
ジョニーを捕まえたドゥームが爆薬で作った拘束アーマーの電子ロックを簡単に解除でき、ドゥームも認める天才だが、性格はかなり悪い。
プリズンビーム砲
リードがドゥームを倒すために発明した新兵器。
外見は戦車に似ていて、二人乗り。スーのバリア能力を増幅させ、スコープで狙った標的を球状のバリアの内部に閉じ込めるビームを放つ。
アメリカで使った時はジョニーを盾にされて発射ができず破壊されてしまうが、修理され、日本では壊したところからもビームが出るように改造された。
スー・ストーム / インビジブル・ウーマン
ジョニーの姉。恥ずかしがりやで「インビジブル・ウーマン」という呼び名が苦手。
得意技は、小さなバリアで集中的に敵の攻撃を防ぐ「ぴんぽいんとバリア」。

### 虫人同盟軍
21世紀の東京で昆虫の能力を持った超常の悪人たち。
B・ロード（ビートル・ロード）
超常怪人の黒幕。2匹のカブトムシを横に並べたような影をしている老人。
Jの成長を楽しんでいる。
ゴキブ・リーダー
本編でJとマコトが最初に戦ったゴキブリの能力を持つ怪人。警察は「謎の麻薬密売の黒幕」として追っていた。その麻薬の正体は自分の身体から滴る油、通称・｢俺アブラ｣だった。それを飲まされた人はゴキブリ化してゴキブ・リーダーの子分となってしまう。
昔から脂っぽく他人から笑いものにされた過去を持ち、あるときゴキブリが溺れ死んだ胡麻油を飲んでしまい力を得た。そして自分を馬鹿にした者たちをパシリにしてこき使うことを誓って悪事を働いていた。
金属をも腐らせて溶かしてしまう「アシッドオイル」を口から吐き出す。
アメンボンバー
アメンボの能力を持つ連続船舶爆破魔。スイマーのようなコスチュームに身を包み、全身には手榴弾を着け、両腕の袖からは小型の爆弾を出し、背中に酸素ボンベに似せた2本のミサイルを備えている。
仕事をクビになってボートの上で昼寝していたところを、大きな船に乗っていた人に追い出され、そのときにアメンボに噛まれて力を得た。以来、船が大嫌いになりすべての船を爆破することを誓う。
アリーガー
蟻をモデルにした虫人同盟軍の工作兵。
B・ロードの命令でスパイダーマンJの正体をサイズから子供と推理して各地の小学校を探っていた。兵隊のように言葉に「~でアリます」と付ける。
個々は弱いが膨大な数を誇る。左手に着いているドリルが武器。
瞬断せしマンティス（しゅんだんせしマンティス）
B・ロードの命令でJに決闘を挑んだ、カマキリをモデルにした四天王の一人。
両手から「空刃波」と呼ぶ真空の刃を作り出す。事前にJが感じていたより強大な力で圧倒するが、駆けつけたマコトの援助で力をつけたJの起点で敗北。その後、エレクトラが狙っていた忍術の極意書を奪おうとしたが、Jとエレクトラ二人の連携攻撃の前にまたも敗北。
斬技・空刃波（ざんぎ・くうじんは）
両手のカマから生み出した強力な真空の刃を振り回したり、投げ飛ばして敵を攻撃する。
絶・空刃波（ぜつ・くうじんは）
巨大な真空の刃を生み出す。その威力は高速道路をも切断する。

謀略のワスプルギス（ぼうりゃくのワスプルギス）
蜂をモデルにした虫人同盟軍の参謀にしてナルシストな四天王の一人。自分の最高傑作であるハチロボット・「ステルスビー」とバトルコンピューター・「ギガントビー」を扱う。
マコトを操ってJと戦わせ、次に東京の市民を下僕にしてJを倒そうとしたが、Jの怒りを買って倒される。
ステルスビー
迷彩機能を持ち、標的に捕り付いてワスプルギスの思うがままに操れる改造人間にする。捕り付かれた人は右手に強力な三連装の銃、左手に鋭い爪が武装され、無理に剥がそうとすると自爆する。
ギガントビー
全てのステルスビーを操作するコンピューターの巨大戦闘ロボット。右手には楕円型の弾丸を放つ銃が武装されており、外殻はステルスビーの集合体で出来ている。どんなに傷ついても、ステルスビーを呼び出せば何度でも復活できる。

強靭なるゴライアス（きょうじんなるゴライアス）
カブトムシのような姿の四天王の一人。鋼鉄よりも硬い身体に怪力を持つが頭は悪い。
マコトを人質にJを誘き出して倒そうとしたが、間違って麻実をさらってしまう。だが結局、麻美を助けにやってきたJにより倒される。
ドラゴン無頼（ドラゴンぶらい）
トンボをモデルにしたハイジャック犯。全方位を見渡すことができる視力と、鋼鉄をも断ち切る「ウイングセイバー」が武器。
航空自衛隊を追い出された過去を持ち、B・ロードに力を与えられた。
最後はJの、マコトのヘリコプターのプロペラを利用したトンボ取りの要領で倒される。
モスキラー
ヴァンパイア（正確には『ブレイド2』に登場したリーパー）から生まれた蚊の超常怪人。
Jの血を吸い尽くすように言われ、複数いたが、作戦を決行する前にブレイドに見つかって最初から著しく数が減り、Jをブレイドと戦わせてブレイドを倒させ、Jが疲労したところを狙った最後の一匹も倒された。
闇棲まうシャドウ・モス（やみすまうシャドウ・モス）
蛾のような仮面を着けた四天王の一人。異空間に自由に出入りできる能力を持つ。正体、過去はB・ロードも知らないらしい。
超高温肉食アメーバ・マグマローパ
シャドウ・モスが、日本公演に来ていたロウランの劇団にけしかけた生物兵器。
その身体はJのウェブをも焼き切るほどの高温で、切り刻んでもその身体の一部が相手に火傷を負わせ、弱った獲物を喰うためにどこまでも追ってくる。
最期はJと斑猫の連携プレイで海に落とされ、息絶える。
スカラベーダ
東京に出てきて良いことが何も無かった一般の男がB・ロードのDNAアンプルによって力を得た即席の超常怪人。スカラベにまつわる言伝えに因んだ身形をしている。
両手から強力な重力を発生させてあらゆる物を吸い込み、「重力球」を生み出す。その力を使って東京を砂漠にしてやろうと考えていたが、力不足で限界よりも大きく重いものを扱うことはできず、最後は自分の限界の重力球にJによってマコトの車を取り込まされ、その重さに耐え切れず背骨と両足の骨を折ってしまい、自らの重力球に押し潰された。
ドクター・ドゥーム
ファンタスティック・フォーの宿敵。「電流の支配者」の異名を持つ。B・ロードとは同志。
実験でファンタスティック・フォーよりも強い力を得て、アメリカ中を破壊と恐怖に包むが、ファンタスティック・フォーに追い詰められて日本に逃亡。
最後はJを加えたファンタスティック・フォーと、リードの「プリズンビーム砲」によってバリアの中に閉じ込められた。

## スパイダーマンJ
その正体は天野 翔（あまの かける）。
スパイダーセンスは、カケルが何もしないでいると誰かが泣いているところ、悲しんでいるところ、他人の痛み苦しみをも伝えてしまうが、カケルが役目を果たすといいものを見せてくれる（人が喜んでいるところ等）。
スパイダーブラスター
右手のひらからウェブの弾丸を放つ。
スパイダーメガトンカンバンスパイラルナックル
落下した看板を真下に張った強力なクモの巣で跳ね返し、その勢いと共にウェブをドリル状に拳に纏わせて殴る。
スパイダーボーガン
橋と橋の間に一本のウェブを張り、ウェブを手に弓矢の如くに飛び殴る。
スパイダーヒールバスター
長いウェブで空中を旋回して勢いをつけたかかと落とし。
スパイダーアリさんとアリさんとごっつんこ
四方八方に散らばったアリーガー全てをクモの巣で捕まえ、一気に釣り上げて全員の頭をぶつけ合わせる。
スパイダーイリュージョン
両手からJの姿を模ったウェブの人形を撃ち出し、それに紛れて接近する。
スパイダーウェッブソー
両手から出したギザギザのウェブを繋げて円にし、回転して切り裂く。
スパイダーウェッブアーマー
全身をウェブで作った鎧で覆う。
スパイダー熱気球
ジョニー・ストームの体から生じる上昇気流を利用したウェブ製の風船。
ウェッブギムレット
両手から出したウェブを一本の鋭い針にし、集中的に相手を狙う。
ウェッブスパイラルナッコー
手からクモの巣をねじりながら出し、金属製のものをその先端に貼り付けてミキサー刃のように高速で回転させながら見舞う。

## 書籍情報
1. 2005年4月6日発売[1] ISBN 978-4-06-334988-7
2. 2005年12月6日発売[2] ISBN 978-4-06-372109-6